# Persone di cognome Gray
| Questa pagina contiene informazioni ricavate automaticamente dalle voci biografiche con l'ausilio del template Bio e di un bot. L'aggiornamento è periodico e automatico e ricostruisce completamente la pagina. Se manca una persona in questa lista, sei pregato di non aggiungerla, ma accertati piuttosto che la sua voce biografica contenga il template Bio e che i dati anagrafici siano correttamente compilati. Se il template Bio manca, inseriscilo tu stesso o, in alternativa, metti l'avviso {{tmp\|Bio}} che ne segnala la mancanza. Se i dati riportati sono sbagliati, correggi direttamente la voce biografica; le modifiche saranno visibili in questa lista entro pochi giorni. Per chiarimenti vedi il progetto antroponimi. La lista contiene solo le 154 persone che sono citate nell'enciclopedia e per le quali è stato implementato correttamente il template Bio. Pagina aggiornata al 7 ago 2025. |

Questa è una lista di persone presenti nell'enciclopedia che hanno il cognome Gray, suddivise per attività principale.

## Allenatori di calcio(3)
- David Gray, allenatore di calcio e ex calciatore scozzese (Edimburgo, n. 1988)
- Martin Gray, allenatore di calcio e ex calciatore inglese (Stockton-on-Tees, n. 1971)
- Stuart Gray, allenatore di calcio e ex calciatore inglese (Withernsea, n. 1960)

## Allenatori di hockey su ghiaccio(1)
- Terry Gray, allenatore di hockey su ghiaccio e hockeista su ghiaccio canadese (Montréal, n. 1938 - Ottawa, † 2020)

## Anatomisti(1)
- Henry Gray, anatomista e chirurgo inglese (Londra, n. 1825 - Londra, † 1861)

## Attivisti(1)
- Fred Gray, attivista e avvocato statunitense (Montgomery, n. 1930)

## Attori(13)
- Mackenzie Gray, attore canadese (Toronto, n. 1957)
- Billy Gray, attore statunitense (Los Angeles, n. 1938)
- Billy Gray, attore statunitense (New York, n. 1904 - Los Angeles, † 1978)
- Brett Gray, attore statunitense (n. 1997)
- Bryshere Y. Gray, attore e rapper statunitense (Filadelfia, n. 1993)
- Charles Gray, attore britannico (Bournemouth, n. 1928 - Londra, † 2000)
- Charles H. Gray, attore statunitense (Saint Louis, n. 1921 - Joshua Tree, † 2008)
- Gary Gray, attore statunitense (Los Angeles, n. 1936 - Brush Prairie, † 2006)
- Willoughby Gray, attore inglese (Londra, n. 1916 - Salisbury, † 1993)
- Kevin Gray, attore e cantante statunitense (Westport, n. 1958 - Hartford, † 2013)
- Lawrence Gray, attore e cantante statunitense (San Francisco, n. 1898 - Città del Messico, † 1970)
- Bruce Gray, attore canadese (San Juan, n. 1936 - Los Angeles, † 2017)
- Spalding Gray, attore, sceneggiatore e commediografo statunitense (Barrington, n. 1941 - New York, † 2004)

## Attrici(9)
- Amber Gray, attrice e cantante statunitense (Fort Belvoir, n. 1981)
- Beatrice Gray, attrice e ballerina statunitense (Contea di Hancock, n. 1911 - California, † 2009)
- Carsen Gray, attrice canadese (Vancouver, n. 1991)
- Coleen Gray, attrice statunitense (Lincoln, n. 1922 - Los Angeles, † 2015)
- Dolores Gray, attrice e cantante statunitense (Chicago, n. 1924 - New York, † 2002)
- Erin Gray, attrice statunitense (Honolulu, n. 1950)
- Linda Gray, attrice e ex modella statunitense (Santa Monica, n. 1940)
- Nadia Gray, attrice romena (Bucarest, n. 1923 - New York, † 1994)
- Vivean Gray, attrice britannica (Cleethorpes, n. 1924 - Shoreham-by-Sea, † 2016)

## Bassisti(2)
- Paul Gray, bassista statunitense (Los Angeles, n. 1972 - Johnston, † 2010)
- Paul Gray, bassista britannico (Rochford, n. 1958)

## Biologi(1)
- John Edward Gray, biologo, zoologo e botanico inglese (Walsall, n. 1800 - Londra, † 1875)

## Bobbisti(1)
- Clifford Gray, bobbista statunitense (Chicago, n. 1892 - San Diego, † 1968)

## Botanici(2)
- Asa Gray, botanico statunitense (Paris, n. 1810 - Cambridge, † 1888)
- Samuel Frederick Gray, botanico britannico (Londra, n. 1766 - Chelsea, † 1828)

## Calciatori(19)
- Andre Gray, calciatore giamaicano (Wolverhampton, n. 1991)
- Andrew David Gray, ex calciatore scozzese (Harrogate, n. 1977)
- Andy Gray, ex calciatore scozzese (Glasgow, n. 1955)
- Archie Gray, calciatore inglese (Durham, n. 2006)
- Cyd Gray, ex calciatore trinidadiano (Scarborough, n. 1973)
- Damon Gray, ex calciatore inglese (Newcastle upon Tyne, n. 1988)
- Demarai Gray, calciatore inglese (Birmingham, n. 1996)
- Dougie Gray, calciatore scozzese (Alford, n. 1905 - Glasgow, † 1972)
- Eddie Gray, ex calciatore e allenatore di calcio scozzese (Glasgow, n. 1948)
- Frank Gray, ex calciatore e allenatore di calcio scozzese (Glasgow, n. 1954)
- Gerry Gray, ex calciatore canadese (Glasgow, n. 1961)
- Hughan Gray, ex calciatore giamaicano (n. 1987)
- Julian Gray, ex calciatore inglese (Londra, n. 1979)
- Kelly Gray, ex calciatore statunitense (Palo Alto, n. 1981)
- Michael Gray, ex calciatore inglese (Sunderland, n. 1974)
- Phil Gray, ex calciatore nordirlandese (Belfast, n. 1968)
- Paul Gray, ex calciatore nordirlandese (Portsmouth, n. 1970)
- Steven Gray, ex calciatore irlandese (Dublino, n. 1981)
- Tayvon Gray, calciatore statunitense (New York, n. 2002)

## Cantanti(4)
- Arvella Gray, cantante e chitarrista statunitense (Somerville, n. 1906 - Chicago, † 1980)
- Chad Gray, cantante statunitense (Decatur, n. 1971)
- Conan Gray, cantante e youtuber statunitense (Lemon Grove, n. 1998)
- Rocky Gray, cantante e polistrumentista statunitense (Jacksonville, n. 1974)

## Cantautori(1)
- David Gray, cantautore britannico (Sale, n. 1968)

## Cantautrici(1)
- Tamyra Gray, cantautrice e attrice statunitense (Takoma Park, n. 1979)

## Cardinali(1)
- Gordon Joseph Gray, cardinale e arcivescovo cattolico scozzese (Edimburgo, n. 1910 - Edimburgo, † 1993)

## Cestiste(3)
- Allisha Gray, cestista statunitense (Greenwood, n. 1995)
- Chelsea Gray, cestista statunitense (Hayward, n. 1992)
- Reshanda Gray, cestista statunitense (Los Angeles, n. 1993)

## Cestisti(23)
- Ed Gray, ex cestista statunitense (Riverside, n. 1975)
- Josh Gray, cestista statunitense (Lake Charles, n. 1993)
- Rob Gray, cestista statunitense (Forest City, n. 1994)
- Aaron Gray, ex cestista e allenatore di pallacanestro statunitense (Tarzana, n. 1984)
- Devin Gray, cestista statunitense (Baltimora, n. 1972 - Atlanta, † 2013)
- Don Gray, cestista canadese (Windsor, n. 1916 - Leamington, † 1986)
- Evric Gray, ex cestista statunitense (Bloomington, n. 1969)
- Gary Gray, ex cestista statunitense (Fort Cobb, n. 1945)
- Johnathan Gray, ex cestista statunitense (n. 1991)
- Justin Gray, ex cestista statunitense (Raleigh, n. 1984)
- Justin Gray, cestista statunitense (Tampa, n. 1995)
- Kadre Gray, cestista canadese (Toronto, n. 1997)
- Kameron Gray, ex cestista statunitense (Fremont, n. 1982)
- Keith Gray, ex cestista e allenatore di pallacanestro statunitense (Flint, n. 1963)
- Kendall Gray, cestista statunitense (Merced, n. 1992)
- Leonard Gray, cestista statunitense (Kansas City, n. 1951 - Brown Mills, † 2006)
- RaiQuan Gray, cestista statunitense (Parkland, n. 1999)
- Roland Gray, ex cestista statunitense (St. Louis, n. 1967)
- Steven Gray, cestista statunitense (Port Hadlock-Irondale, n. 1989)
- Stuart Gray, ex cestista statunitense (Zona del Canale di Panama, n. 1963)
- Sylvester Gray, ex cestista statunitense (Millington, n. 1967)
- Taj Gray, ex cestista statunitense (Wichita, n. 1984)
- Wyndol Gray, cestista statunitense (Hanceville, n. 1922 - Toledo, † 1994)

## Chimici(1)
- Harry B. Gray, chimico statunitense (Woodburn, n. 1935)

## Chitarristi(2)
- Billy Gray, chitarrista inglese (n. 1947 - † 1984)
- Myke Gray, chitarrista britannico (Londra, n. 1969)

## Compositori(2)
- Barry Gray, compositore inglese (n. 1908 - Guernsey, † 1984)
- Fred Gray, compositore britannico (n. 1957)

## Danzatrici(1)
- Gilda Gray, ballerina e attrice polacca (Cracovia, n. 1901 - Hollywood, † 1959)

## Dirigenti d'azienda(1)
- Jonathan D. Gray, dirigente d'azienda statunitense (Highland Park, n. 1970)

## Disc jockey(1)
- Michael Gray, disc jockey britannico (Croydon, n. 1966)

## Drammaturghi(1)
- Simon Gray, drammaturgo, scrittore e sceneggiatore britannico (Hayling Island, n. 1936 - Londra, † 2008)

## Filosofi(1)
- John Gray, filosofo inglese (South Shields, n. 1948)

## Fisici(2)
- Frank Gray, fisico statunitense (Alpine, n. 1887 - St. Petersburg, † 1969)
- Louis Harold Gray, fisico britannico (Londra, n. 1905 - † 1965)

## Giocatori di football americano(13)
- Carlton Gray, ex giocatore di football americano statunitense (Cincinnati, n. 1971)
- Cedric Gray, giocatore di football americano statunitense (Fort Washington, n. 2002)
- Chris Gray, ex giocatore di football americano statunitense (Birmingham, n. 1970)
- Cyrus Gray, giocatore di football americano statunitense (DeSoto, n. 1989)
- Danny Gray, giocatore di football americano statunitense (Ruston, n. 1999)
- Derrick Gray, giocatore di football americano statunitense (Silver Spring, n. 1985)
- Eric Gray, giocatore di football americano statunitense (Memphis, n. 1999)
- Jerry Gray, ex giocatore di football americano statunitense (Lubbock, n. 1962)
- Jonas Gray, giocatore di football americano statunitense (Pontiac, n. 1990)
- J.T. Gray, giocatore di football americano statunitense (Clarksdale, n. 1996)
- Leon Gray, giocatore di football americano statunitense (Olive Branch, n. 1951 - Boston, † 2001)
- Mel Gray, ex giocatore di football americano statunitense (Williamsburg, n. 1961)
- Noah Gray, giocatore di football americano statunitense (Leominster, n. 1999)

## Informatici(1)
- Jim Gray, informatico statunitense (San Francisco, n. 1944 - † 2012)

## Ingegneri(1)
- Elisha Gray, ingegnere statunitense (Barnesville, n. 1835 - Newtonville, † 1901)

## Lottatrici(1)
- Adeline Gray, lottatrice statunitense (Denver, n. 1991)

## Meteorologi(1)
- William M. Gray, meteorologo statunitense (Detroit, n. 1929 - Fort Collins, † 2016)

## Mezzofondisti(2)
- Johnny Gray, ex mezzofondista statunitense (Los Angeles, n. 1960)
- John Gray, mezzofondista statunitense (Filadelfia, n. 1894 - Filadelfia, † 1942)

## Militari(1)
- Colin Falkland Gray, militare e aviatore neozelandese (Nuova Zelanda, n. 1914 - Porirua, † 1995)

## Navigatori(1)
- Robert Gray, navigatore e esploratore statunitense (Tiverton, n. 1755 - † 1806)

## Nuotatrici(1)
- Susan Gray, nuotatrice statunitense (San Diego, n. 1939 - † 2019)

## Ornitologi(1)
- George Robert Gray, ornitologo inglese (Londra, n. 1808 - † 1872)

## Ostacolisti(1)
- George Gray, ostacolista britannico (n. 1887 - † 1970)

## Pallavoliste(4)
- Alexa Gray, pallavolista canadese (Calgary, n. 1994)
- Anna Gray, pallavolista italiana (Tortona, n. 1996)
- Jenna Gray, pallavolista statunitense (Shawnee, n. 1998)
- Serena Gray, pallavolista statunitense (Glendale, n. 2000)

## Pistard(1)
- Dunc Gray, pistard australiano (Goulburn, n. 1906 - Kiama, † 1996)

## Poeti(2)
- John Gray, poeta inglese (Londra, n. 1866 - † 1934)
- Thomas Gray, poeta inglese (Londra, n. 1716 - Cambridge, † 1771)

## Politici(4)
- Adam Gray, politico statunitense (Merced, n. 1977)
- Ezio Maria Gray, politico, giornalista e saggista italiano (Novara, n. 1885 - Roma, † 1969)
- Neil Gray, politico scozzese (Kirkwall, n. 1986)
- Vincent Gray, politico statunitense (Washington, n. 1942)

## Produttori discografici(2)
- Kelly Gray, produttore discografico e chitarrista statunitense (Washington, n. 1963)
- Nigel Gray, produttore discografico britannico (Surrey, n. 1947 - Cornovaglia, † 2016)

## Registi(3)
- James Gray, regista, sceneggiatore e produttore cinematografico statunitense (New York, n. 1969)
- John Gray, regista, sceneggiatore e produttore televisivo statunitense (Brooklyn)
- Wei Wu Wei, regista, direttore teatrale e filosofo inglese (Felixstowe, n. 1895 - Principato di Monaco, † 1986)

## Rugbisti a 15(2)
- Jonny Gray, rugbista a 15 britannico (Glasgow, n. 1994)
- Richie Gray, rugbista a 15 britannico (Glasgow, n. 1989)

## Sassofonisti(1)
- Wardell Gray, sassofonista statunitense (Oklahoma City, n. 1921 - Las Vegas, † 1955)

## Sciatrici alpine(2)
- Cassidy Gray, sciatrice alpina canadese (Invermere, n. 2001)
- Zoe Gray, sciatrice alpina canadese (n. 2005)

## Scienziati(1)
- Stephen Gray, scienziato britannico (Canterbury, n. 1666 - Londra, † 1736)

## Scrittori(3)
- Alasdair Gray, scrittore, grafico e illustratore scozzese (Glasgow, n. 1934 - Glasgow, † 2019)
- Clifford Gray, scrittore e attore britannico (Birmingham, n. 1887 - Ipswich, † 1941)
- John Gray, scrittore e saggista statunitense (Houston, n. 1951)

## Scrittrici(2)
- Alex Gray, scrittrice britannica (Glasgow, n. 1950)
- Claudia Gray, scrittrice statunitense (n. 1970)

## Tiratrici a segno(1)
- Jamie Lynn Gray, tiratrice a segno statunitense (Lebanon, n. 1984)

## Vescovi cattolici(1)
- John de Gray, vescovo cattolico inglese (Norfolk - Poitou, † 1214)

## Wrestler(1)
- One Man Gang, ex wrestler statunitense (Spartanburg, n. 1960)

## Senza attività specificata(2)
- Tony Gray, allenatore di rugby a 15 e ex rugbista a 15 gallese (Stoke-on-Trent, n. 1942)
- Eileen Gray, architetta irlandese (Enniscorthy, n. 1878 - Parigi, † 1976)